# PALM2
PALM2 (англ. Paralemmin 2) – білок, який кодується однойменним геном, розташованим у людей на 9-й хромосомі. Довжина поліпептидного ланцюга білка становить 379 амінокислот, а молекулярна маса — 42 185.
| 10         |  | 20         |  | 30         |  | 40         |  | 50         |
| ---------- |  | ---------- |  | ---------- |  | ---------- |  | ---------- |
| MEMAEAELHK |  | ERLQAIAEKR |  | KRQTEIEGKR |  | QQLDEQILLL |  | QHSKSKVLRE |
| KWLLQGIPAG |  | TAEEEEARRR |  | QSEEDEFRVK |  | QLEDNIQRLE |  | QEIQTLESEE |
| SQISAKEQII |  | LEKLKETEKS |  | FKDFQKGFSS |  | TDGAVYAMEI |  | NVEKDKQTGE |
| TKILSTSTIG |  | PEGVHQKGVK |  | VYDDGTKVVY |  | EVRSGGTVVE |  | NGVHKLSTKD |
| VEELIQKAGQ |  | SSLGGGHVSE |  | RTVIADGSLS |  | HPKEHMLCKE |  | AKLEMVHKSR |
| KDHSSGNPGQ |  | QAQAPSAAGP |  | EANLDQPVTM |  | IFMGYQNIED |  | EEETKKVLGY |
| DETIKAELVL |  | IDEDDEKSLR |  | EKTVTDVSTI |  | DGNAAELVSG |  | RPVSDTTEPS |
| SPEGKEESLA |  | TEPAPGTQKK |  | KRCQCCVVM  |  |            |  |            |

A: Аланін

C: Цистеїн

D: Аспарагінова кислота

E: Глутамінова кислота

F: Фенілаланін

G: Гліцин

H: Гістидин

I: Ізолейцин

K: Лізин

L: Лейцин

M: Метіонін

N: Аспарагін

P: Пролін

Q: Глутамін

R: Аргінін

S: Серин

T: Треонін

V: Валін

W: Триптофан

Кодований геном білок за функціями належить до фосфопротеїнів, ліпопротеїнів. 
Задіяний у таких біологічних процесах, як альтернативний сплайсинг, метилювання. 
Локалізований у клітинній мембрані, мембрані.